# Serra dels Morts
La Serra dels Morts és una serra situada entre els municipis de Castellnou de Bages i de Santpedor, a la comarca catalana del Bages, amb una elevació màxima de 464 metres.